# Греко-кипрские отношения
Греко-кипрские отношения — двусторонние дипломатические отношения между Грецией и Республикой Кипр. Страны являются членами Европейского союза.

## История
Греки составляют около 80 % всего населения Республики Кипр. Большинство из них православные христиане, паства Кипрской православной церкви. После получения Кипром независимости в 1960 году и приходу к власти архиепископа Макариоса III, присоединение к Греции стало ключевым вопросом для греков-киприотов на протяжении последующих десятилетия. В итоге это привело к вооружённому вторжению Турции на остров в 1974 году и оккупации северного Кипра. В результате этих действии Кипр оказался расколот на две части — греческую и турецкую и поэтому многим грекам пришлось покинуть свои дома в Северном Кипре и перебраться либо на юг острова, либо в другие страны Европы. Несмотря на это деление в 2004 году Кипр вступил в Европейский союз, который считает его целостной страной.

## Саммиты

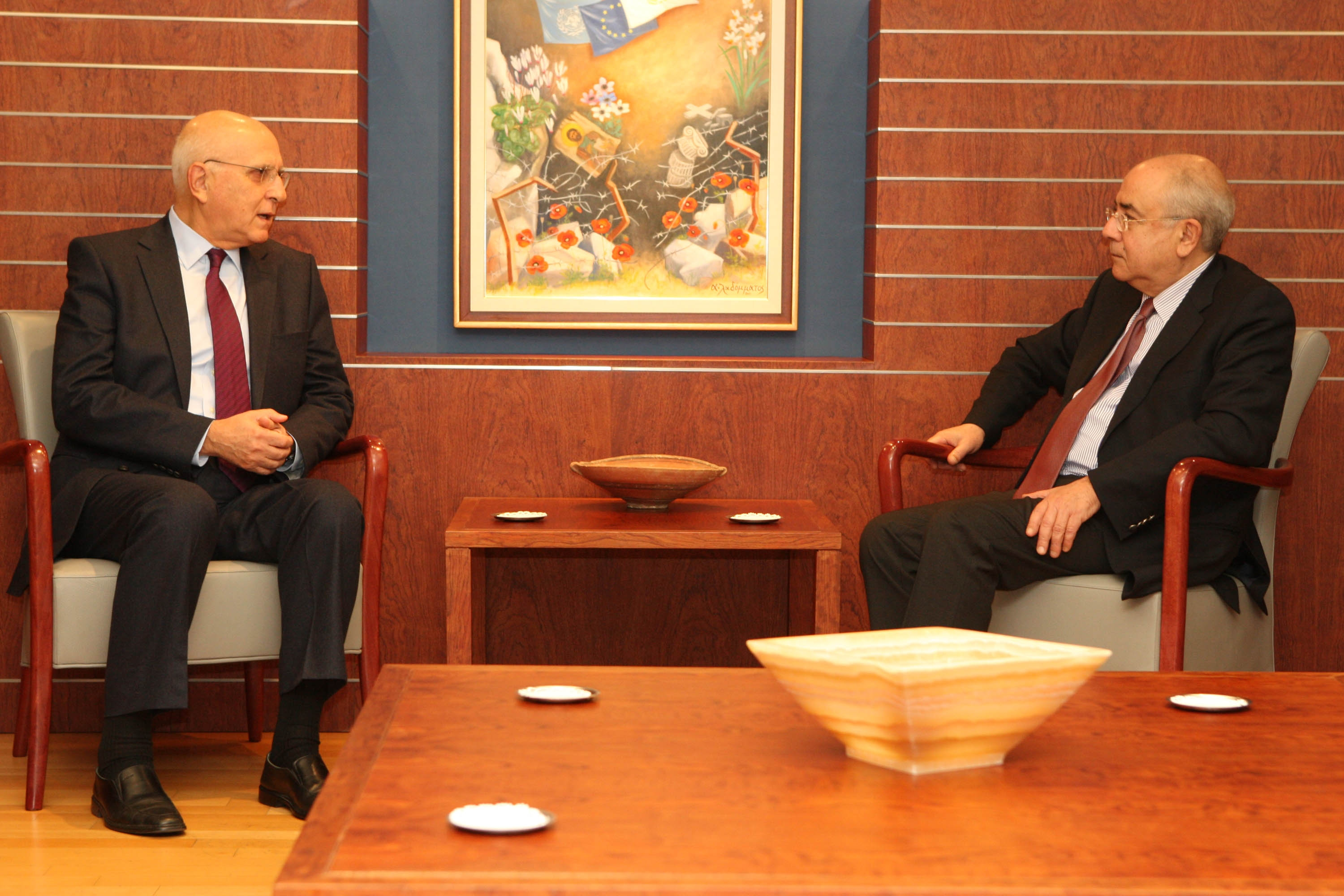
Министр иностранных дел Греции Ставрос Димас с президентом Палаты представителей Кипра Яннакис Омиру в ноябре 2011 года

### Трёхсторонний саммит в Каире в 2014 году
Президент Египта Абдул-Фаттах Халил Ас-Сиси, президент Республики Кипр Никос Анастасиадис и премьер-министр Греции Антонис Самарас провели трёхсторонний саммит в Каире 8 ноября 2014 года, на котором лидеры трёх стран рассмотрели текущие проблемы в регионе Ближнего Востока и Средиземного моря. Главы государств согласились активизировать сотрудничество в области экономики, безопасности, туризма и энергетики, а также определить общие морские границы и ИЭЗ в Средиземном море.
На саммите в Каире лидеры Греции и Республики Кипр осудили террористические акты на территории Египта, выразили политическую поддержку египетскому правительству и договорились о взаимном сотрудничестве в международных организациях и форумах. Кроме того, Греция и Республика Кипр пообещали отстаивать позиции Египта в Европейском союзе. Абдул-Фаттах Халил Ас-Сиси, Никос Анастасиадис и Антонис Самарас договорились о дальнейшем поощрении иностранных инвестиций в египетскую экономику и инфраструктуру, пострадавших от восстаний в ходе Арабской весны, и об участии в Каирской экономической конференции 2015 года.

### Трёхсторонний саммит в Никосии в 2015 году
В Никосии 29 апреля 2015 года состоялся новый саммит высокого уровня между главами правительств Республики Кипр, Египта и Греции. На саммите в Никосии присутствовали: президент Республики Кипр Никос Анастасиадис, президент Египта Абдул-Фаттах Халил Ас-Сиси и премьер-министр Греции Алексис Ципрас, которые подтвердили стремление к дальнейшему укреплению сотрудничества между тремя странами и договорились о сотрудничестве в вопросах на международной арене. Среди обсуждаемых вопросов была разработка месторождений углеводородов в Восточном Средиземноморье вдоль морской границы между странами в их исключительных экономических зонах.

### Трёхсторонний саммит в Никосии в 2017 году
21 ноября 2017 года президент Египта Абдул-Фаттах Халил Ас-Сиси, президент Республики Кипр Никос Анастасиадис и премьер-министр Греции Алексис Ципрас провели переговоры в Никосии. Они обсудили разработку месторождений углеводородов в Восточном Средиземноморье и взаимовыгодные энергетические проекты. Лидеры трёх стран поддержали и приветствовали инициативы частного сектора в области реализации проектов энергетической инфраструктуры, важных для безопасности этих государств, таких как EuroAfrica Interconnector.